# Valtická pahorkatina
Valtická pahorkatina je geomorfologický podcelek Dolnomoravského úvalu. Nachází se v jeho jihozápadní části, v okolí města Valtice, mezi městy Mikulov a Břeclav. Na severovýchodě sousedí s Dyjsko-moravskou nivou, na severozápadě s Mikulovskou vrchovinou a na jihozápadě a jihu hraničí s Rakouskem, kam přirozeně přesahuje. 

## Charakteristika
Jde o nížinnou, z velké části plochou pahorkatinu na flyšových horninách překrytých neogenními a čtvrtohorními sedimenty fluviálního nebo eolického původu. V západovýchodním směru ji rozděluje výrazná brázda Nesytské sníženiny, protékaná Včelínkem s přírodně cennou kaskádou Lednických rybníků. Na jihozápadě terén stoupá do nejvyšších poloh celého Dolnomoravského úvalu (Staré hory 302 m m.m.). Na jihovýchodě se nachází štěrkopísková Poštorenská plošina porostlá komplexem Bořího lesa. Podcelek se do velké míry kryje s Lednicko-valtickým areálem. Na severozápadní okraj zasahuje CHKO Pálava.

## Členění
Valtická pahorkatina se dále člení na tyto geomorfologické okrsky:
- Lednická pahorkatina (XA-1C-1)
- Nesytská sníženina (XA-1C-2)
- Poštorenská plošina (XA-1C-3)
- Úvalská pahorkatina (XA-1C-4)

## Sídla
Bulhary, Hlohovec, Charvátská Nová Ves, Lednice, Poštorná, Sedlec, Úvaly, Valtice

## Galerie

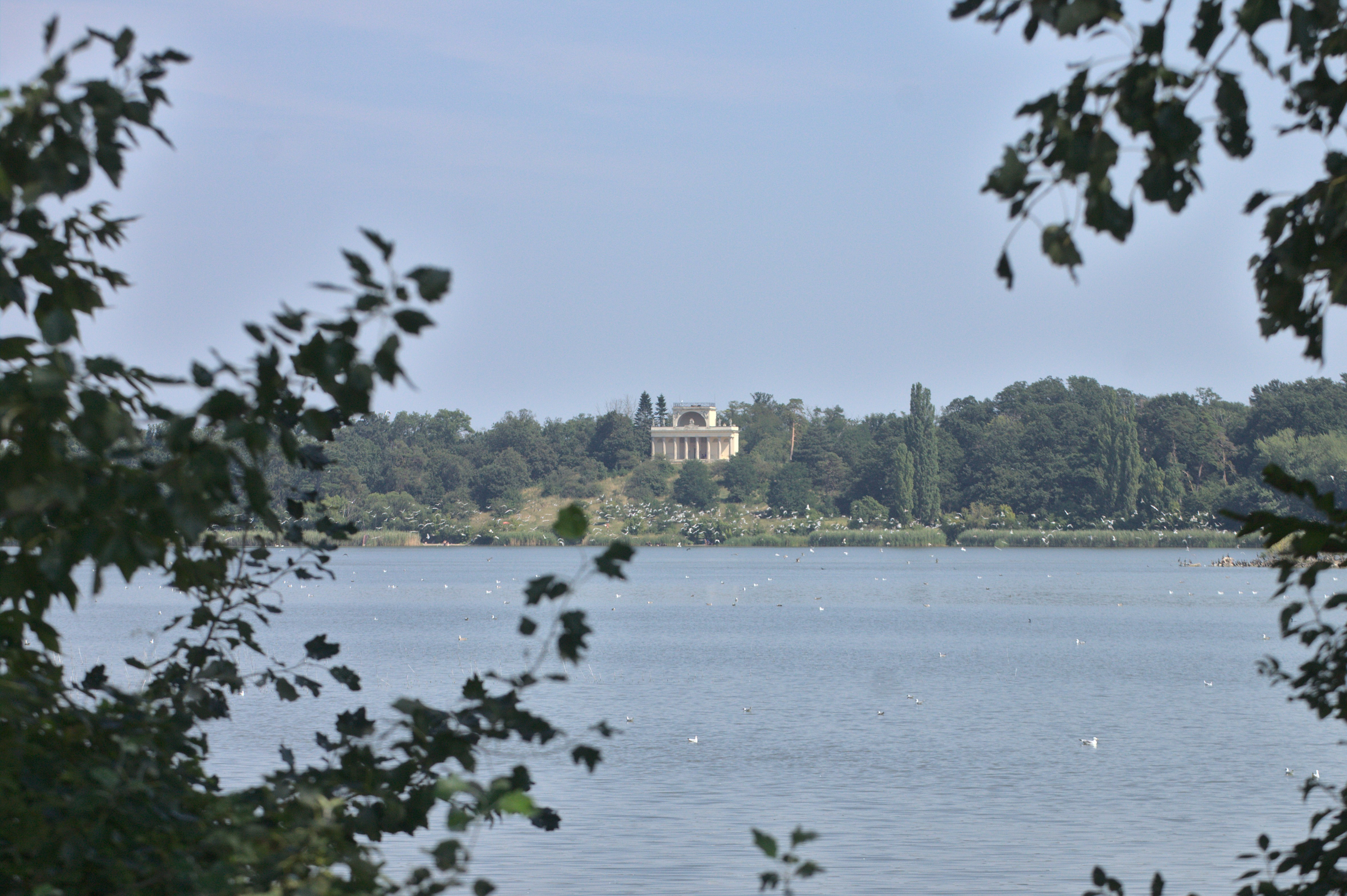
Mlýnský rybník (Apollo)
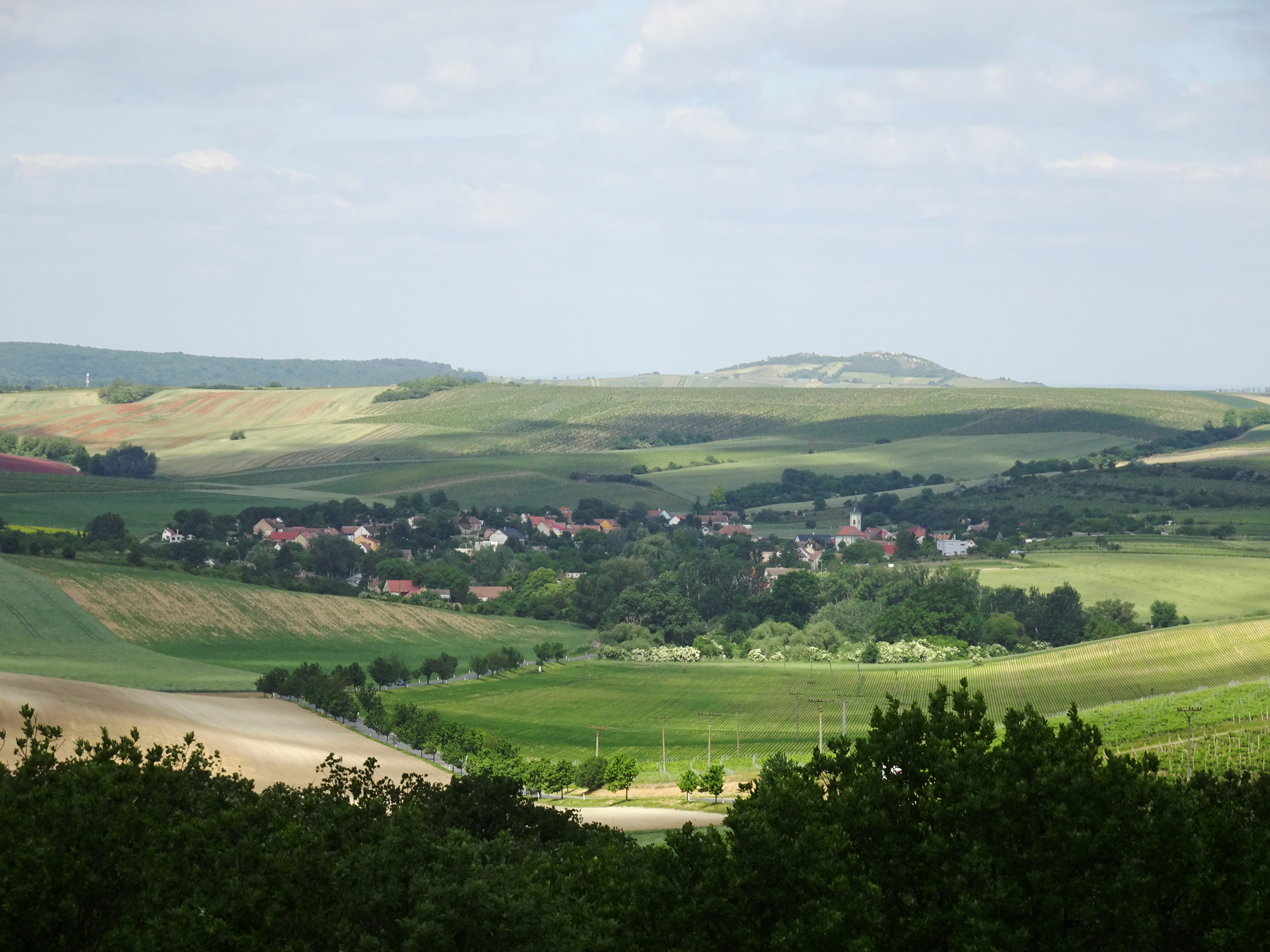
Úvalská pahorkatina
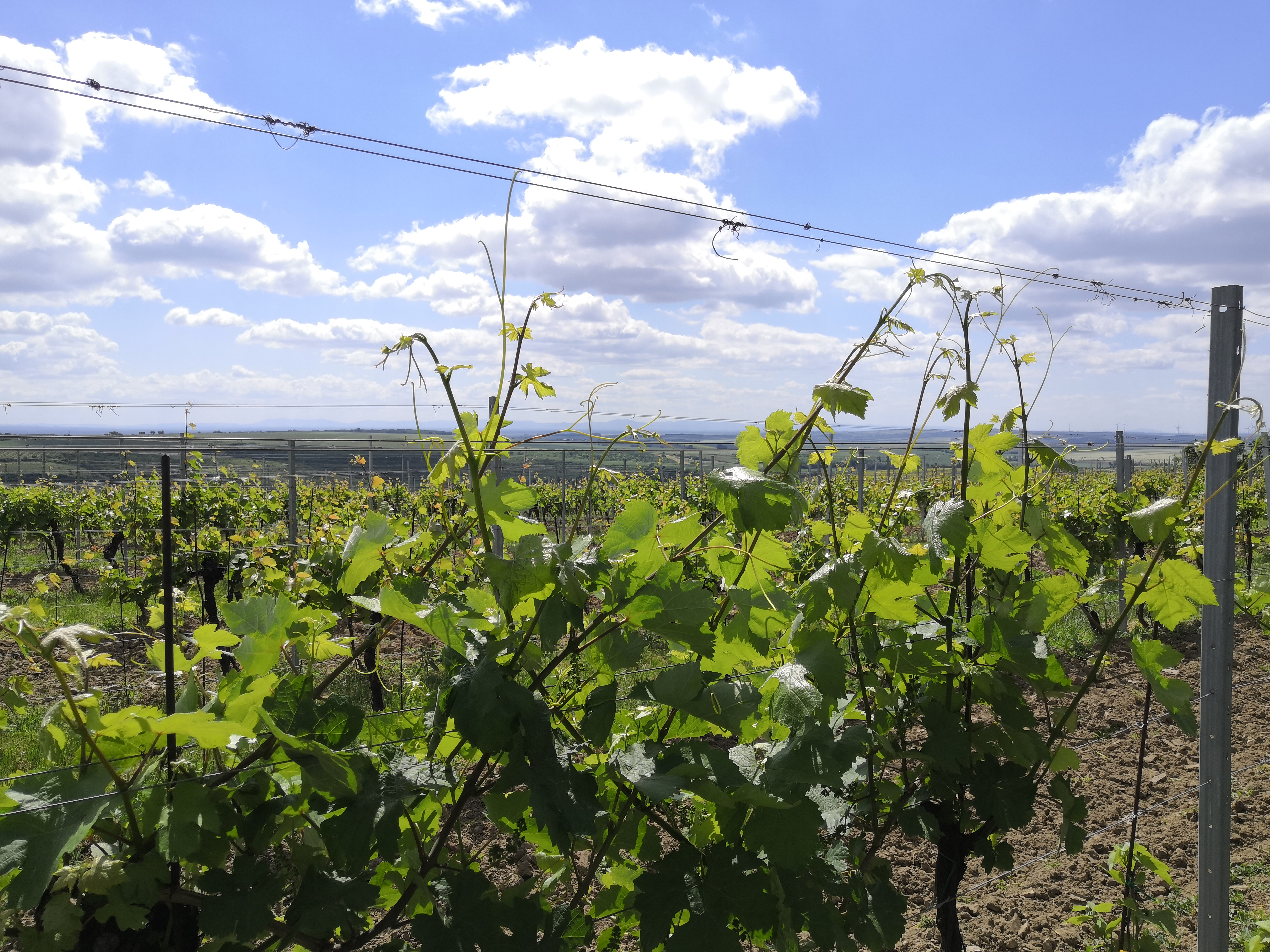
vinohrady u Valtic
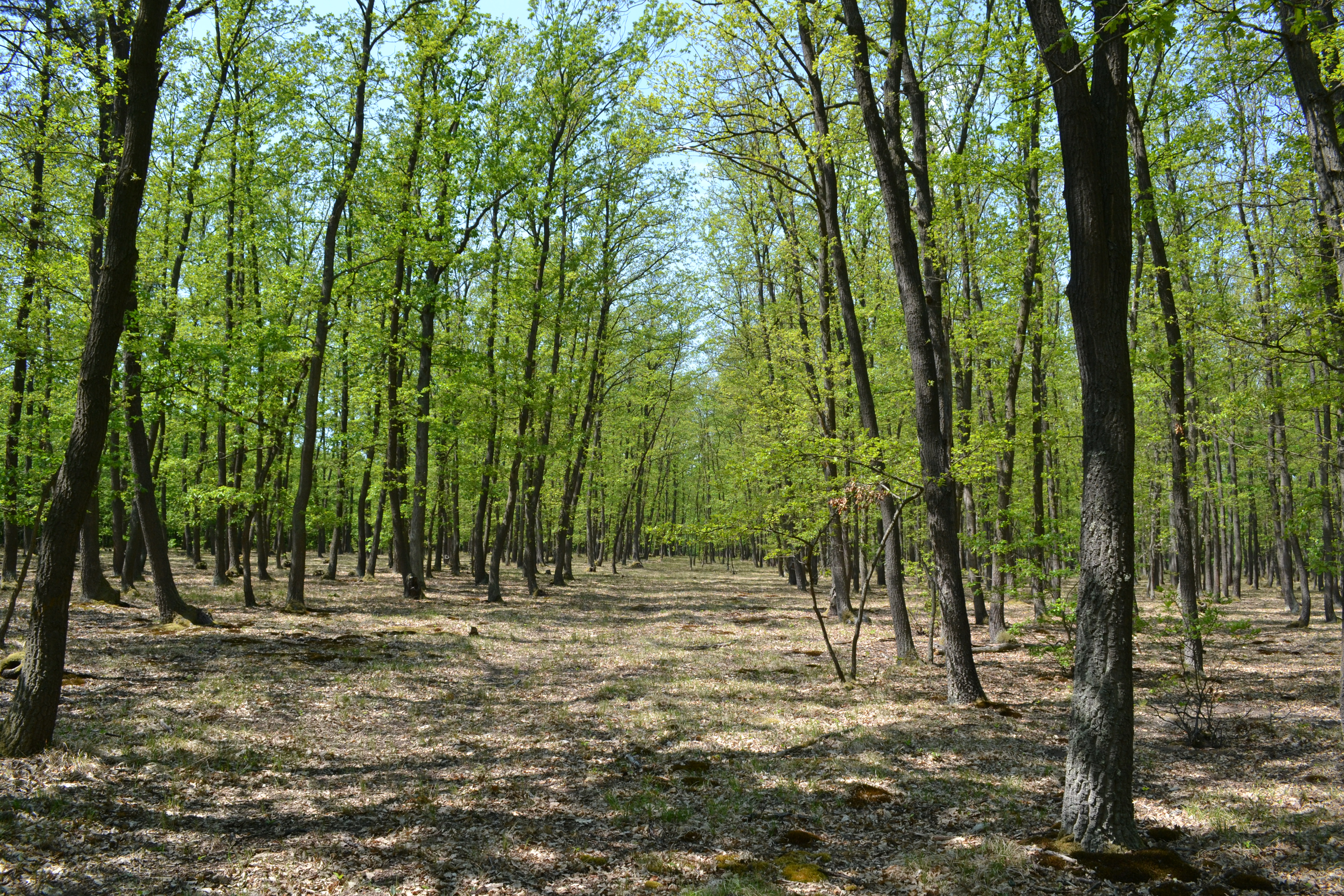
Boří les
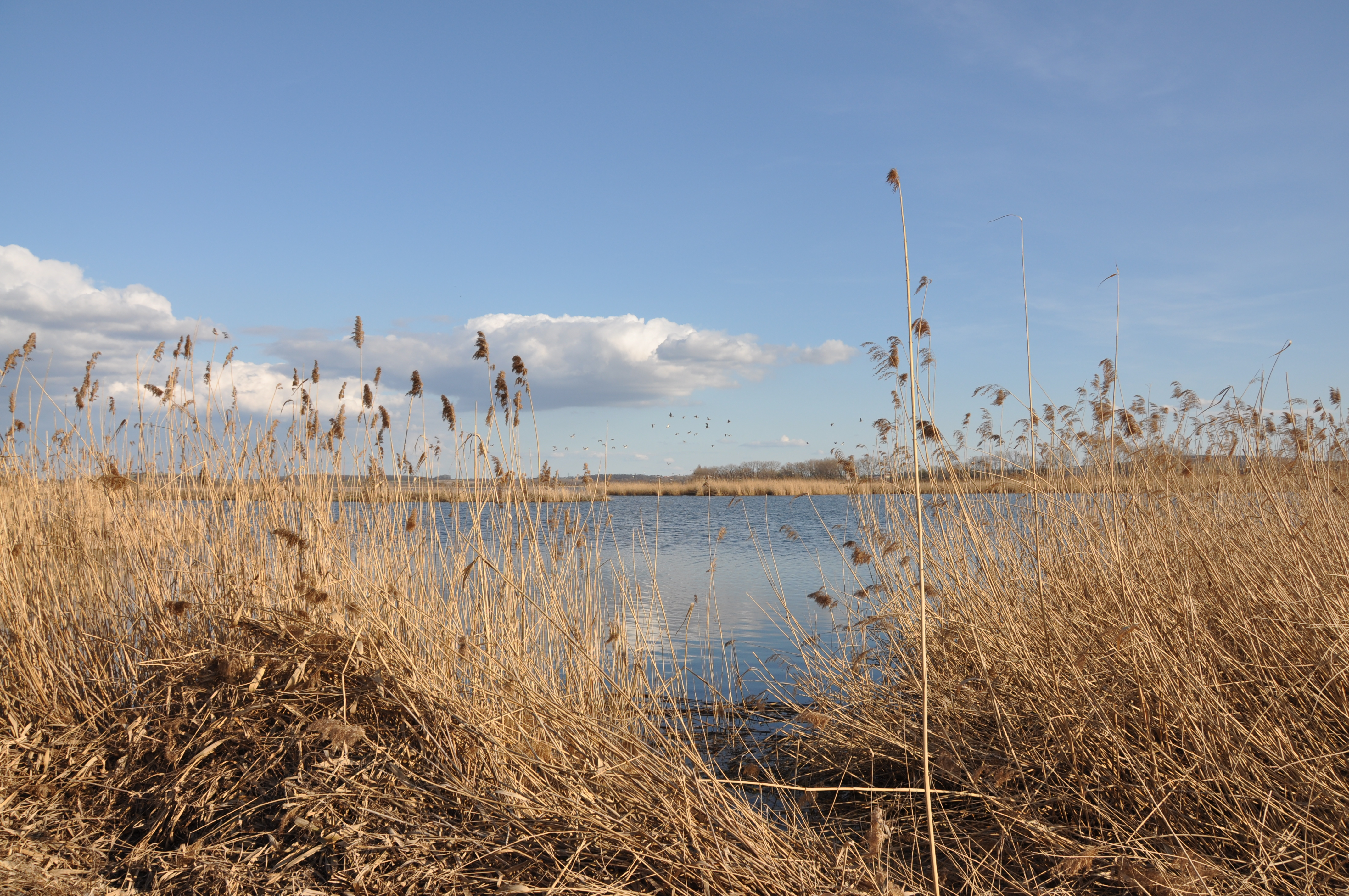
rybník Nesyt